# Villanueva de Huerva
Villanueva de Huerva es un municipio español del Campo de Cariñena, provincia de Zaragoza, Aragón. Tiene un área de 78,35 km² con una población de 473 habitantes (INE 2016) y una densidad de 6,04 hab/km².

## Geografía
Tiene un área de 78,35 km², con una población de 491 habitantes (INE, 2015) y una densidad de 6,52 hab/km².

## Demografía
Villanueva de Huerva cuenta con una población de 376 habitantes (INE 2024).
| Gráfica de evolución demográfica de Villanueva de Huerva entre 1842 y 2021 |
| |
| Población de derecho según los censos de población del INE Población de hecho según los censos de población del INEEn este censo se denominaba Villanueva de la Huerta: 1842 En estos censos se denominaba Villanueva de la Huerva: 1857 y 1860 En estos censos se denominaba Villanueva del Huerva: 1877, 1887, 1897, 1900, 1910, 1920, 1930, 1940, 1950, 1960 y 1970 |

## Administración y política
| Período             | Alcalde                                          | Partido |  |
| ------------------- | ------------------------------------------------ | ------- |  |
| 1979-1982 1982-1983 | Bernardino Aznar Valién Santiago Chueca Montañés | PSOE    |  |
| 1979-1982 1982-1983 | Bernardino Aznar Valién Santiago Chueca Montañés | PSOE    |  |
| 1983-1987           |                                                  |         |  |
| 1987-1991           |                                                  |         |  |
| 1991-1995           |                                                  |         |  |
| 1995-1999           |                                                  |         |  |
| 1999-2003           |                                                  |         |  |
| 2003-2007           |                                                  |         |  |
| 2007-2011           | Felipe Gómez Faure                               | PSOE    |  |
| 2011-2015           | Felipe Gómez Faure                               | PSOE    |  |
| 2015-2019           | Felipe Gómez Faure                               | PSOE    |  |

| Partido político    | Partido político                                   | 2003   | 2007   | 2011   | 2015   |
| Partido político    | Partido político                                   | Ediles | Ediles | Ediles | Ediles |
|                     | Partido de los Socialistas de Aragón (PSOE-Aragón) | 2      | 2      | 4      | 3      |
|                     | Compromiso con Aragón (CA)                         | —      | —      | —      | 2      |
|                     | Partido Popular de Aragón (PP)                     | 4      | 3      | 2      | 1      |
|                     | Partido Aragonés (PAR)                             | 1      | 2      | 1      | 1      |
|                     | Chunta Aragonesista (CHA)                          | —      | —      | 0      | —      |
| Total de concejales | Total de concejales                                | 7      | 7      | 7      | 7      |